# Culture des Îles Salomon
La culture des Îles Salomon (ou culture salomonienne) désigne la culture traditionnelle de ce pays d'Océanie.

## Langues
Les Îles Salomon font partie des pays ayant la plus forte densité linguistique du monde. En effet, au moins 75 langues sont parlées à travers le pays (en comptant 4 langues éteintes au cours du XXe siècle). Parmi elles, l'anglais jouit du statut de langue officielle, et le pijin de langue nationale. Le chinois est parlé par un millier d'immigrés environ.

## Arts
Les Salomoniens sont surtout connus pour pratiquer la vannerie.

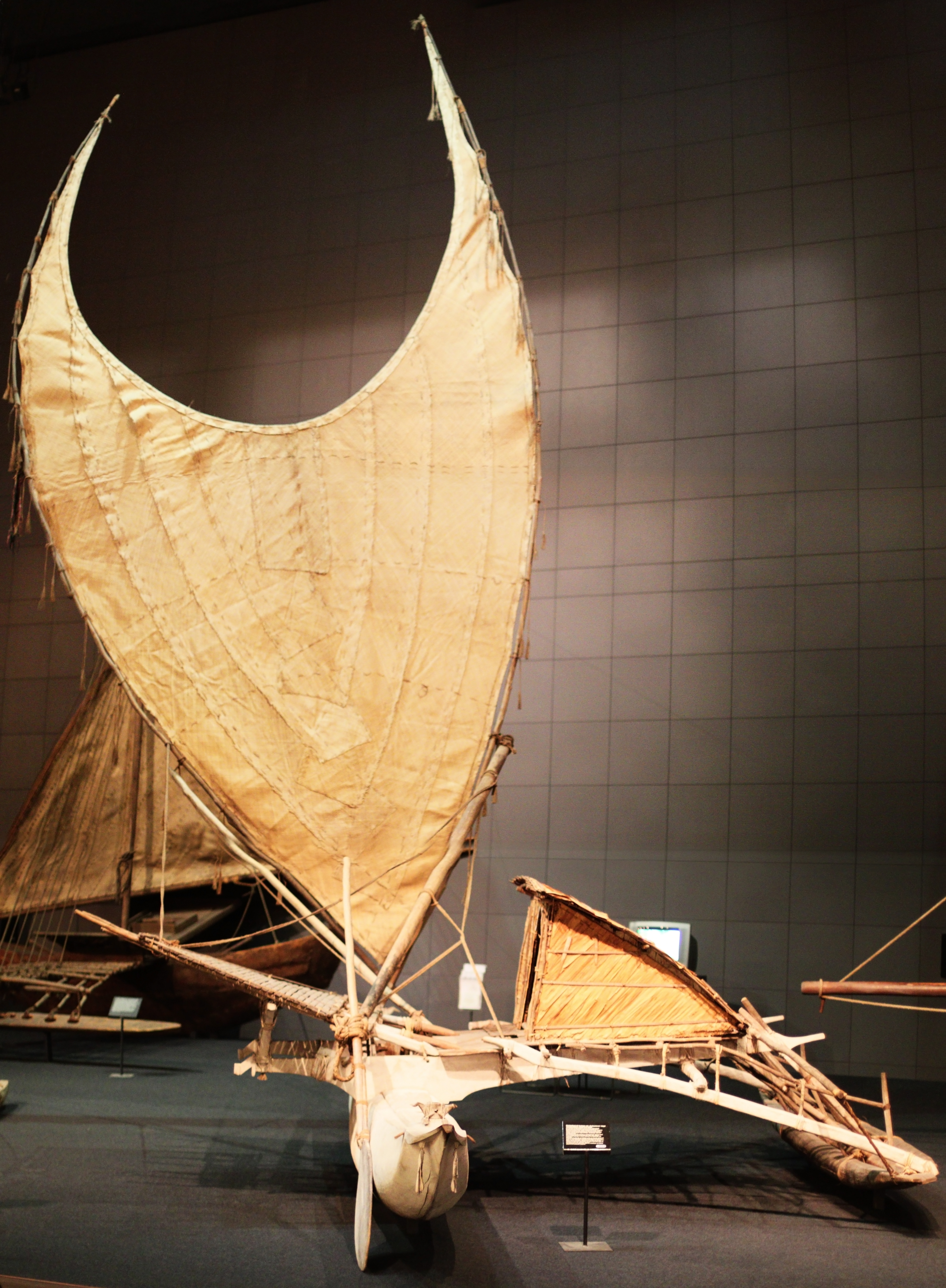
Tepukei, canoé pour l'océan, des Îles Santa Cruz.

Le tepukei est un canoë capable de traverser l'océan.
- Musées des Îles Salomon
- Armes salomoniennes : supi (massue de guerre), roromaraugi (massue-bouclier), qauata (massue-bouclier)
- Danse aux Îles Salomon (en)
- Arts aux Îles Salomon (en)
- Nguzu nguzu, figure de proue des pirogues
- Films tournés aux Îles Salomon (en)

## Monnaie d'échange
Sans valeur monétaire stricte, ce sont de remarquables monnaies d'échange,, entre clans :
- monnaie-plume, surtout à Nendo, une île de l’archipel des îles Santa Cruz [5],[6],
- monnaie-coquillage, surtout de sapi-sapi,
- monnaie-cochon (Nouvelle-Irlande), enchevêtrement de chapelets de coquillages. L'unité de 17 de ces chapelets est assimilée à une queue de cochon local.
- monnaie-dents de cochon, principe identique au cochon à dent du Vanuatu,
- monnaie dents de marsouin,
- monnaie-coléoptère : pattes bleues de bupestre (îles Saint-Mathias),
- monnaie funéraire[7], en tridacne, ou tridacne géant, bénitier fossilisé, ou Zaru Mbavara[8],[9],[10]
- collier monnaie, pendentif-monnaie, brassard-monnaie, pectoral-monnaie...

Mais les habitudes consommatrices des Salomonais changent, en particulier pour les objets d'importation.

## Musique

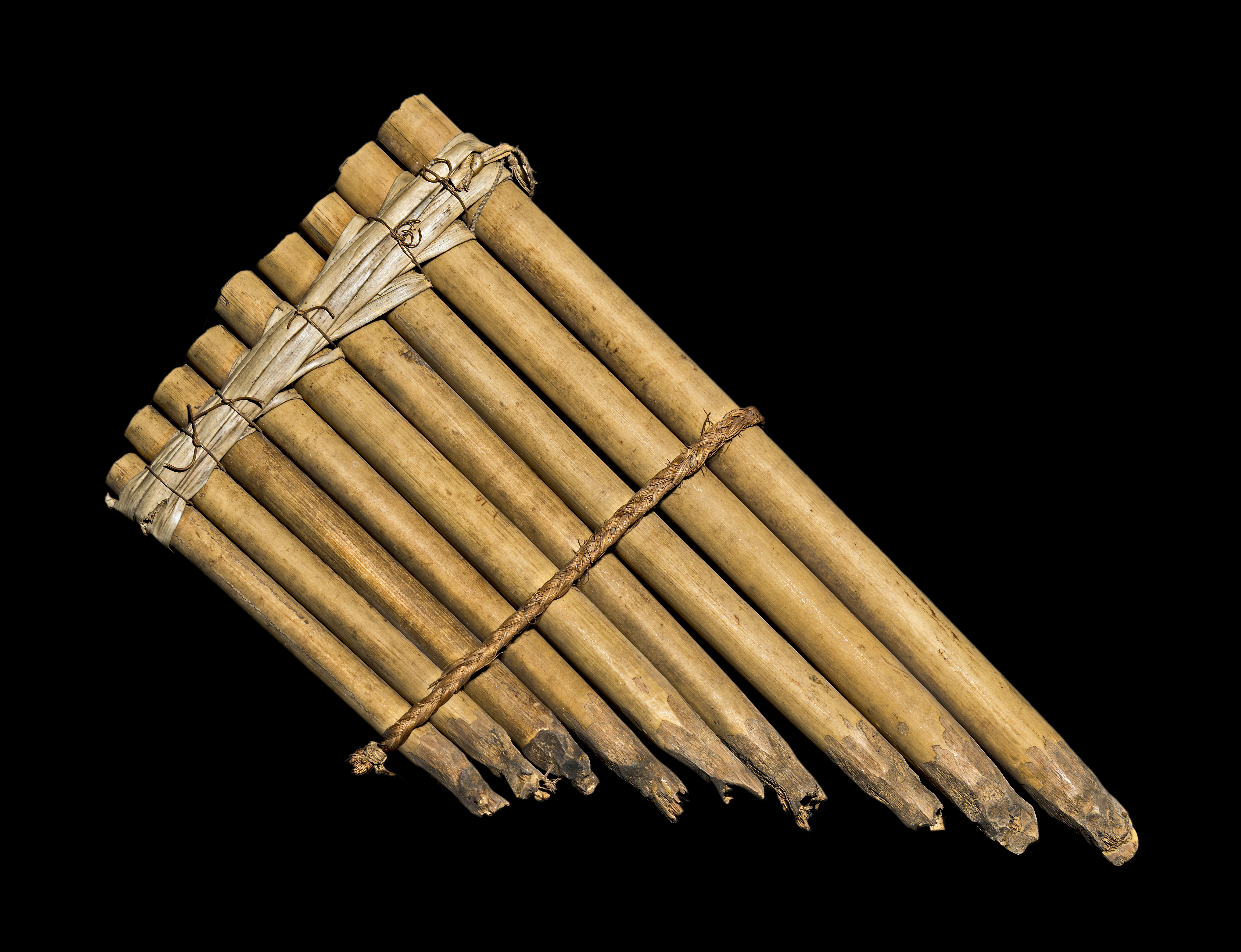
Flûte de pan traditionnelle du XIXe MHNT

La musique des îles Salomon tient une place relativement importante dans la culture traditionnelle de ce pays d'Océanie. L'instrument le plus courant est la flûte de pan.

## Littérature
Rexford Orotaloa (1956-), écrivain salomonien. Ses œuvres traitent du conflit entre la culture traditionnelle et moderne des Îles Salomon.
- Littérature des Îles Salomon (en)

## Symboles
Le pays dispose de plusieurs symboles:
- le drapeau national
- les armoiries du pays
- l'hymne national salomonien

## Sport
Le pays participe aux Jeux olympiques, aux Jeux du Pacifique et aux Jeux du Commonwealth.
L'équipe nationale de football est membre de la FIFA et de l'OFC. Les Îles Salomon furent le pays hôte de la Coupe d'Océanie de football 2012.